# Ahimaaz ben Paltiel

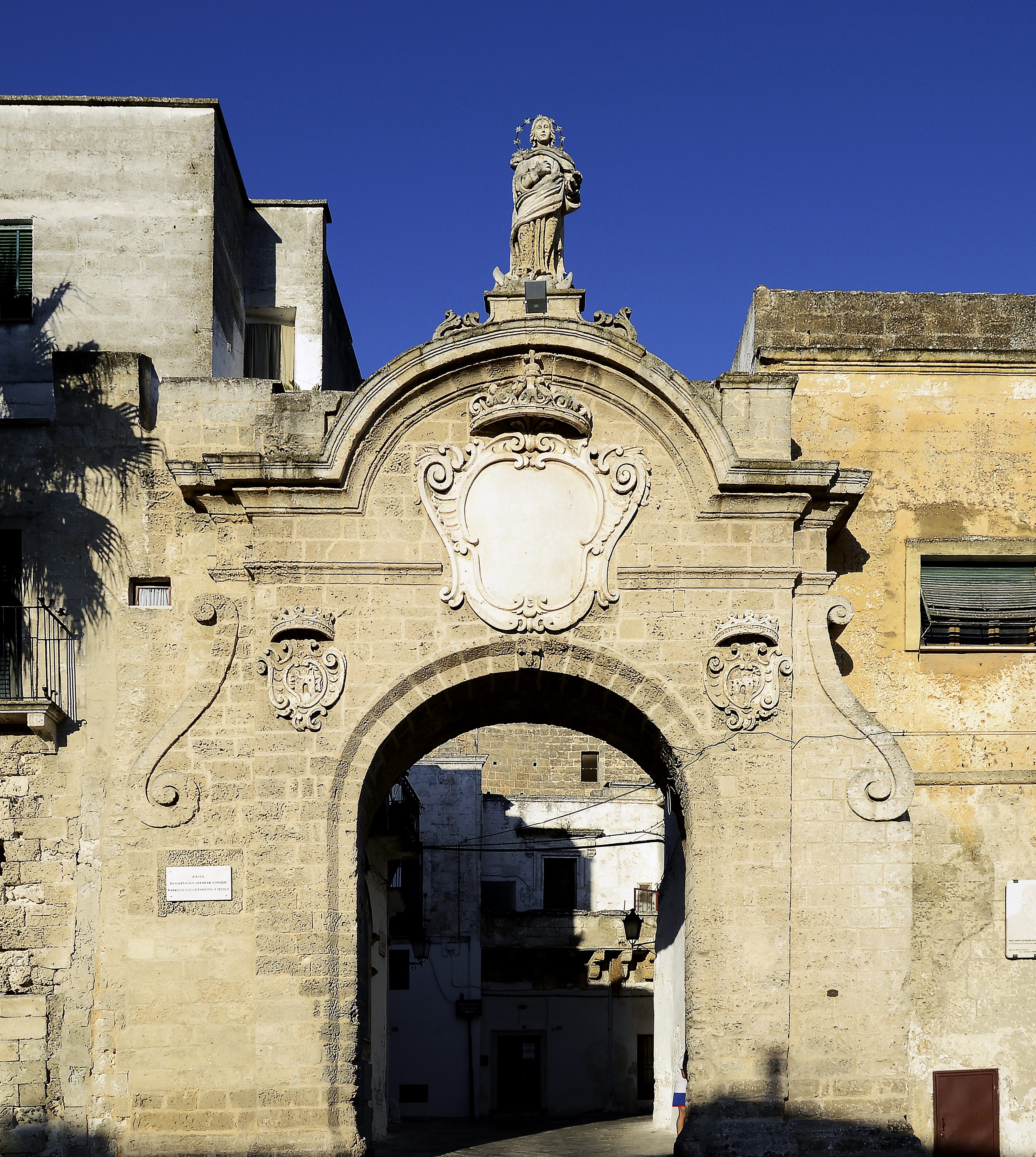
Oria, Porta degli Ebrei

Ahimaaz ben Paltiel (Capua, 1017 – dopo il 1060) è stato rabbino e storico ebreo, noto per aver scritto un libro di genealogia.

## Biografia

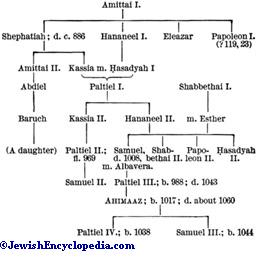
Albero Genealogico di Ahimaaz

Ahimaaz (anche Ahima’az) figlio di Paltiel ben Samuel (988-1048) nacque nel 1017 a Capua, discendente da un'antica e ricca famiglia ebraica della città di Oria. Il suo Sefer Yuhasin (Libro delle discendenze) contiene memorie storiche e descrizioni, che i ricercatori considerano una fonte attendibile per la storia delle comunità ebraiche in Italia meridionale tra l'VIII secolo  e il XII. Ahimaaz racconta le vicende della propria famiglia iniziando la narrazione con l'arrivo in Italia degli ebrei deportati da Tito dopo l'espugnazione di Gerusalemme nell'anno 70. Tuttavia la storia inizia in concreto narrando le vicende degli avi vissuti in Oria dal IX secolo. La cronologia dei fatti narrati è considerata attendibile poiché riporta fatti documentati in altre fonti storiche, anche arabe. 
Il suo stile richiama il genere letterario ebraico sviluppatasi principalmente in Spagna ed in Provenza.

## Mitologia
Nel testo sono narrate numerose leggende ebraiche, tra cui il golem di Benevento, le Se'Irim di Oria, il golem di Oria e un esorcismo a Costantinopoli.
Forti indizi indicano Ahima’az ben Paltiel come testimone diretto della comparsa in cielo della supernova esplosa nel 1054 e da lui interpretata come un grandioso prodigio. Di tale vistoso fenomeno si rinvengono solamente poche tracce nelle cronache occidentali. Un'estesa e circostanziata discussione è riportata in un saggio pubblicato dalla rivista Coelum.